# Río Nickerie
El río Nickerie es un río que fluye en la parte noroeste de Surinam que nace en las montes Bakhuis y luego fluye hacia el norte, donde forma parte de la frontera entre los distritos de Coronie y Nickerie. Posteriormente el río gira hacia el oeste y desemboca en el océano Atlántico a través de Wageningen y Nieuw Nickerie. 
Hay un puente sobre el río Nickerie cerca de Groot Henar que forma parte de la carretera norte del este al oeste. Otro, puente más básico es el puente Bailey fue construido cerca de Kamp 52 en el Southern East-West Link.

## Características
El río es navegable para barcos a Wageningen con un calado de hasta 4 m de profundidad. Sin embargo, su profundidad disminuye en la desembocadura lo que configura un obstáculo para la navegación. El Nickerie tiene una cuenca de unos 10 000 km².